# Gerda Taro
Gerda Taro (eredeti nevén Gerta Pohorylle; Stuttgart, 1910. augusztus 1. – Madrid, 1937. július 26.) német származású fotográfus, Robert Capa társa, barátja és híresen nagy szerelme. Tarót tartják az első olyan női fotóriporternek, aki munkája közben vesztette életét.

## Élete
Gerta Pohorylle Galíciából bevándorolt zsidó családban született. Neveltetését gyermektelen, jómódú nagynénje vállalta, aki jó hírű gimnáziumba járatta. 1929-ben családjával Lipcsébe költözött. Adolf Hitler hatalomra jutása után barátnőjével Párizsba távozott. Taro többet nem látta a családját, ők később a holokauszt áldozatai lettek.
1934-ben ismerkedett meg Friedmann Endrével, a későbbi Robert Capával, aki akkor André Friedmann néven dolgozott. Taro tolmácsolással segített a franciául nem tudó Andrénak, majd a segítségével egy fotóügynökségnél szerzett állást. Jó hatással volt barátjára, elérte, hogy leszokjon az ivásról és konszolidáltabban öltözködjön. Gerda fotózni tanult tőle, és 1936 májusában megkapta első sajtóigazolványát. Munkához azonban nehezen jutottak. Ekkoriban találták ki, hogy nevet változtatnak, és André Robert Capa néven amerikai származásúnak adja ki magát a nagyobb siker reményében. Gerda Taro is ekkor vette fel művésznevét, mégpedig a japán avantgard művész Okamoto Taró neve nyomán.
A spanyol polgárháború kitörése után Barcelonába utaztak és fotósorozatokkal tárták fel a világ előtt a köztársaságiak helyzetét. Egy ideig Zalka Máté, az akkor Lukács tábornok néven a nemzetközi brigádokat vezető magyar kommunista környezetében dolgoztak, majd a tardientai hadoszlopot követték, amit George Orwell is megörökített Hódolat Katalóniának című művében.
1937 júliusában Capa rövid időre Párizsba utazott, hogy előkészítse kínai útjukat, ahol a kínai-japán háborúról akartak tudósítani. Taro még tudósítani akart a brunetei frontvonalról. Filme kifogytával július 25-én egy sebesülteket szállító teherautón próbált visszajutni Madridba, ami aztán egy tankkal ütközött össze. Taro másnapra belehalt sérüléseibe.
Capa 1939-ben, amikor New Yorkba emigrált, egy bőröndnyi negatívot hagyott barátjánál saját és Taro felvételeivel. A 4500 negatív csak 2007-ben került elő.
Halálakor már neves antifasiszta volt. Holttestét Párizsba szállították és augusztus 1-én, amikor betöltötte volna 27. életévét, a Francia Kommunista Párt nagy temetést rendezett tiszteletére Père-Lachaise temetőben, és Alberto Giacomettit kérte fel egy síremlék megalkotására.
2007 szeptemberében az International Center of Photography nagy kiállítást rendezett az Egyesült Államokban a fotóiból.